# Ishikari (nizina)
Nizina Ishikari (jap. 石狩平野 Ishikari-heiya) – nizina w Japonii, w zachodniej części wyspy Hokkaido, u wybrzeży Morza Japońskiego. 
Zbudowana jest głównie z osadów naniesionych przez rzekę Ishikari i jej dopływy. Teren częściowo bagnisty, stanowi ważny region rolniczy Japonii. Głównym miastem na nizinie jest Sapporo.